# Monasterio de Batalha
El Monasterio de Santa Maria da Vitória (en portugués: Mosteiro de Santa Maria da Vitória), coloquialmente conocido como Monasterio de Batalha, es un monasterio ubicado en Portugal, en la localidad de Batalha (en español pronunciado aproximadamente, "Batalla"), provincia de Beira Litoral.
Es un ejemplo tradicional de la arquitectura gótica tardía portuguesa, o estilo manuelino, y está declarado Patrimonio de la Humanidad por la UNESCO. Fue elegido como una de las Siete Maravillas de Portugal. En este país, el IPPAR todavía lo clasifica como un monumento nacional desde 1910. Tiene desde 2016 el estatuto de Panteão Nacional.
Mandado edificar en 1386 por San Nuno de Santa María y el rey D. Juan I de Portugal, fundador de la dinastía Avís, en agradecimiento a la Virgen por la victoria contra los castellanos en la batalla de Aljubarrota. Vinculado a la Orden de Santo Domingo, el monasterio fue construido a lo largo de dos siglos, durante el reinado de siete reyes de Portugal. 
Sorprende al espectador con su profusión de enormes frontones, chapiteles, pináculos y contrafuertes y se ha convertido en un típico símbolo del nacionalismo portugués.

## Historia
El monasterio fue construido para agradecer a la Virgen María la victoria de las tropas de Portugal sobre las de Castilla en la batalla de Aljubarrota en 1385, cumpliendo la promesa del rey Juan I de Portugal. La batalla puso final a la crisis de 1383-1385. El monasterio tardó dos siglos en ser construido, empezándose en 1386 y terminándose en 1517, durante el reinado de casi siete reyes. 

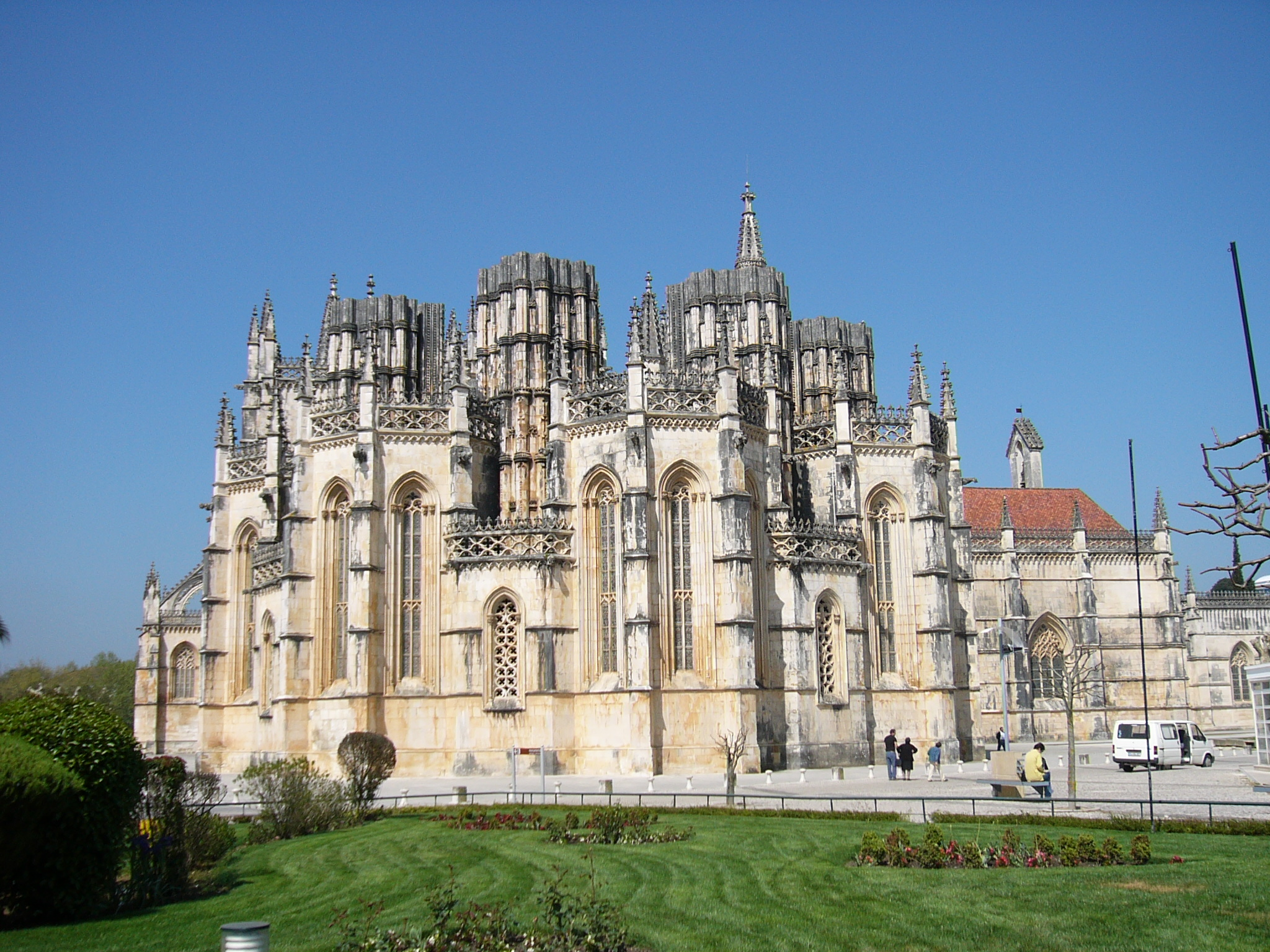
Monasterio dominico de Santa María da Vitória, Batalha.

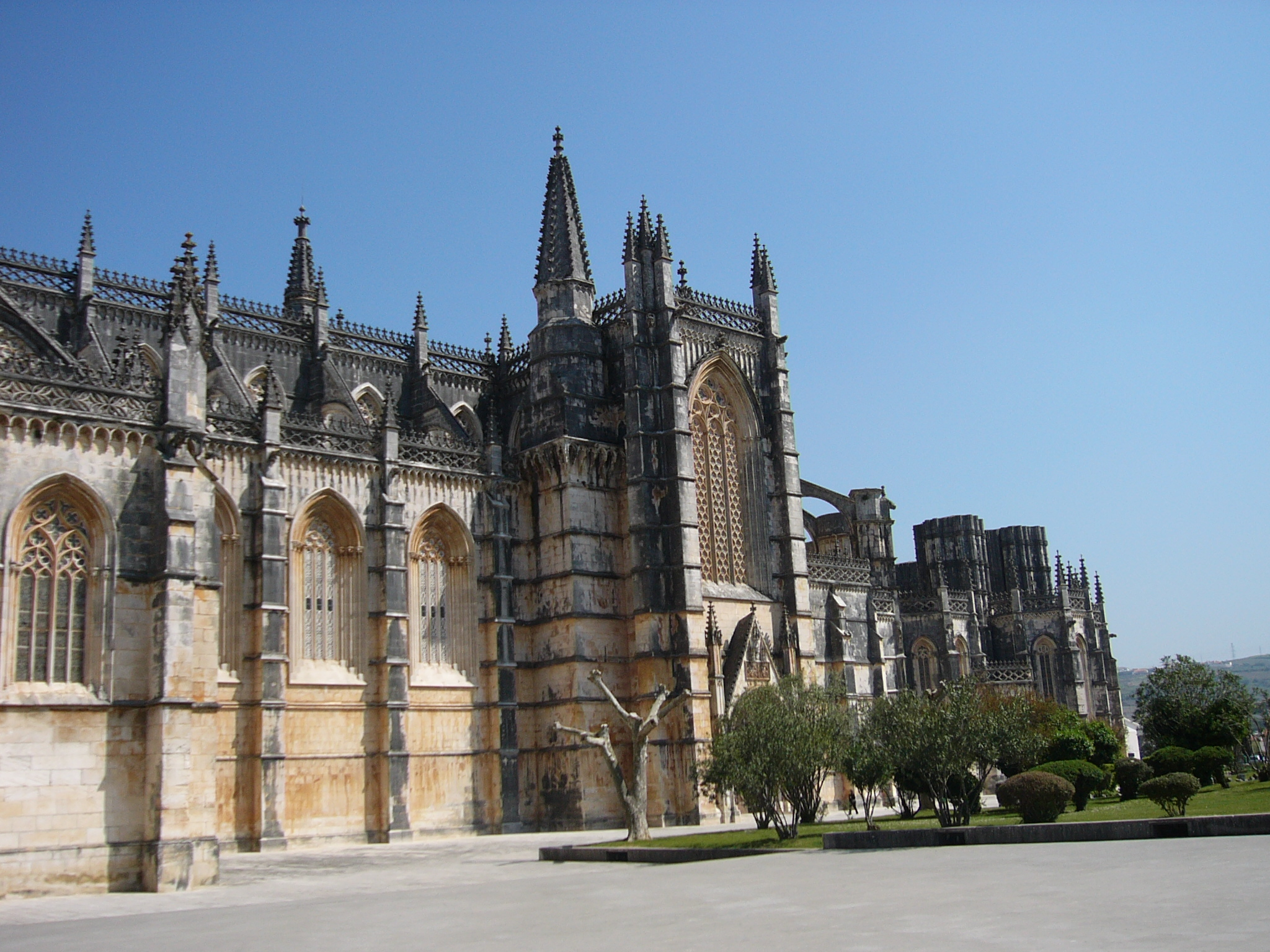
Monasterio dominico de Santa María da Vitória, Batalha.

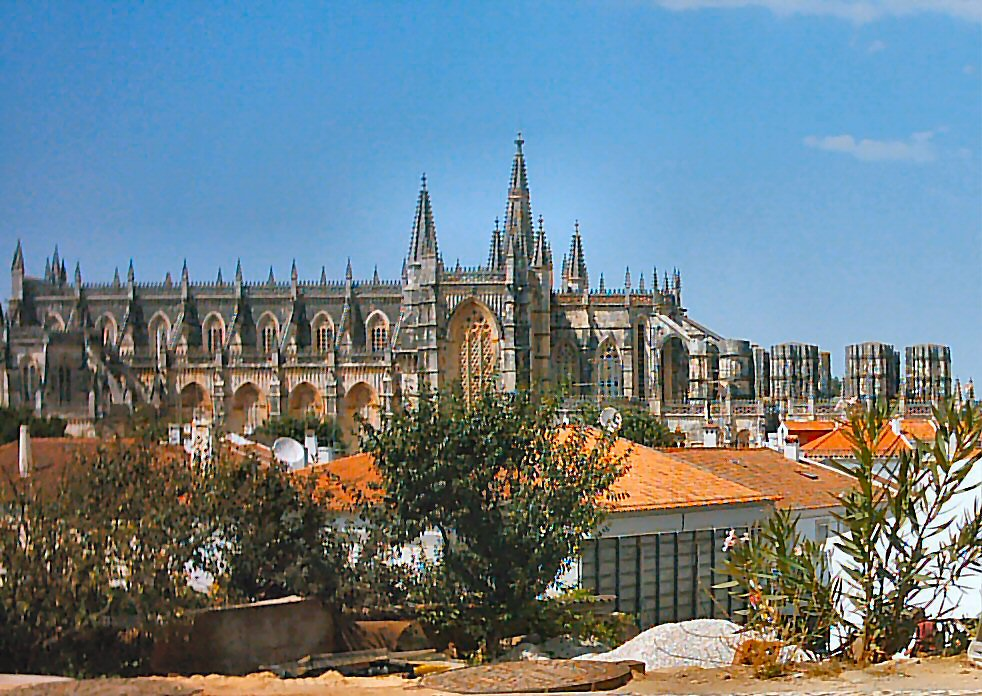
El monasterio de Batalha es uno de los más importantes monasterios góticos de Portugal.

Requirió los esfuerzos de casi quince arquitectos (Mestre das Obras da Batalha), pero para siete de ellos el título no fue nada más que un honor otorgado temporalmente. 
La construcción necesitó recursos extraordinarios, tanto humanos como materiales. Se utilizaron estilos artístico y técnicas que eran desconocidos hasta ese momento en Portugal.
En el inicio de las obras del Monasterio de Batalha fue construido un pequeño templo, cuyos vestigios eran todavía visibles en los albores del siglo XIX. Esta edificación, Santa Maria-a-Velha (Santa María la Vieja), también conocida por Igreja Velha (Iglesia Vieja) servía de local para la celebración de los sacramentos (las crónicas de la época dicen que era una iglesia humilde) y como cementerio para los primeros habitantes de Batalha: los arquitectos y los obreros que construían el monasterio.
El primer arquitecto fue el portugués Afonso Domingues quien se encargó de la obra hasta 1402. Él fue quién diseñó la planta y muchas de las estructuras en la iglesia y el claustro son responsabilidad suya. Su estilo era, básicamente, gótico radiante. Sin embargo hay influencias del periodo inglés denominado Periodo Perpendicular. Hay similitudes con la fachada de York Minster y con la nave central y el crucero de la catedral de Canterbury. Se sabe que al proyecto inicial corresponden la iglesia, el claustro y las dependencias monásticas inherentes, como la sala capitular, la sacristía, el refectorio y anexos. Es un modelo que se asemeja al adoptado, en términos de organización interna, al del gran monasterio alcobacense.
El trabajo de Domingues fue continuado por Huguet desde 1402 hasta el año 1438. Este arquitecto, probablemente descendiente de catalanes, introdujo el gótico flamígero. Éste se manifiesta en la fachada principal, en la cúpula de la sala capitular, en la Capela do Fundador(Capilla del Fundador), en la estructura básica de las Capelas Imperfeitas (Capillas Inacabadas) y en las naves septentrional y oriental del claustro principal. Fue el responsable de elevar la altura de la nave central hasta los 32,46 m. Alterando las proporciones consiguió que el interior de la iglesia pareciera incluso más estrecho. Terminó el transepto pero murió antes de finalizar las Capelas Imperfeitas. La Capela do Fundador, es una capilla funeraria, que fue añadida al proyecto inicial por el propio rey Juan I. Lo mismo sucedió con la rotonda funeraria conocida por Capelas Imperfeitas, iniciativa del rey Eduardo I de Portugal.

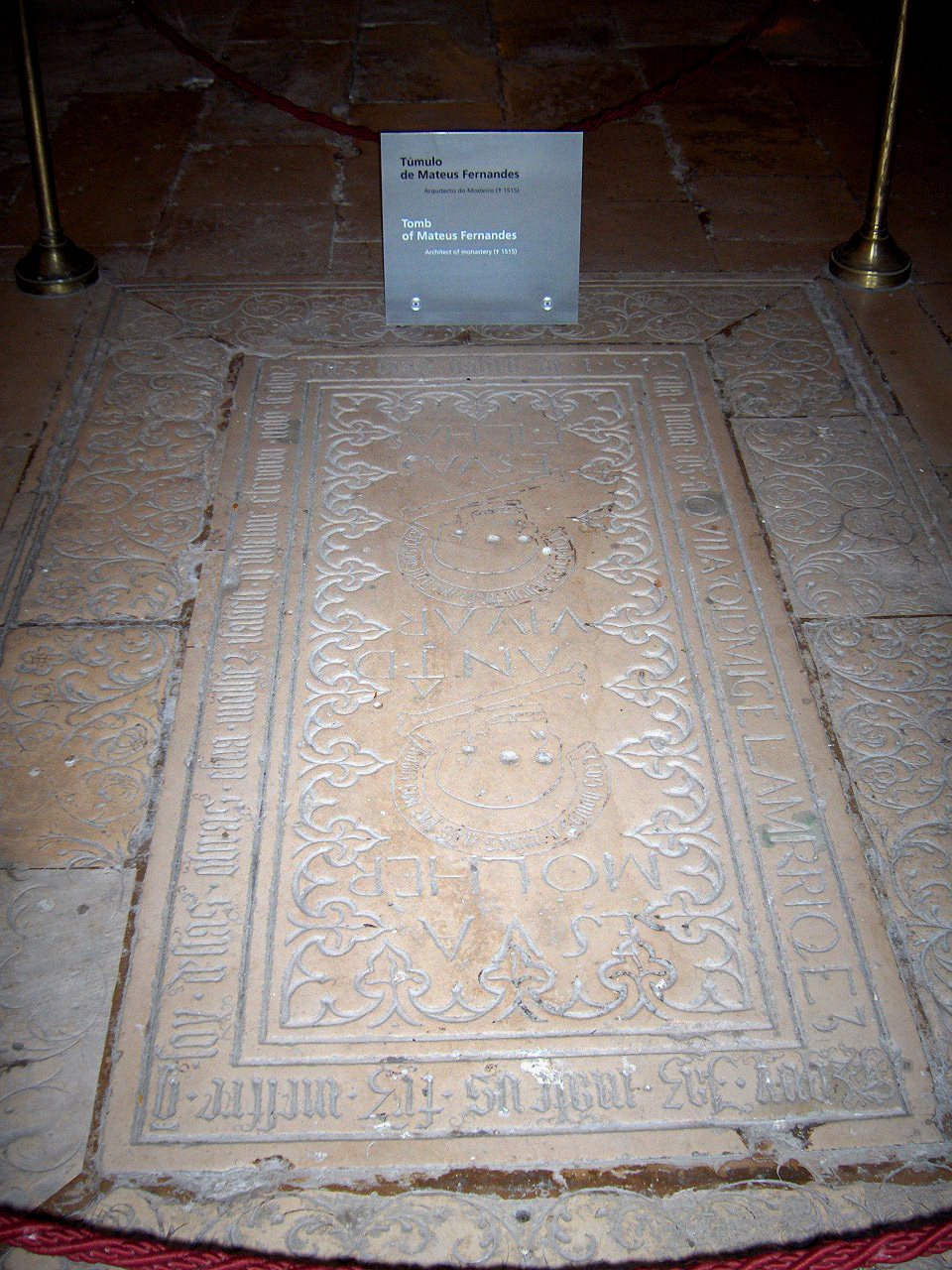
Tumba de Mateus Fernandes.

Durante el reinado de Alfonso V de Portugal, el arquitecto portugués Fernão de Évora continuó el proceso de construcción durante 1448 y 1477. Añadió el claustro de Afonso V (o menor) y las dependencias adyacentes. Fue sucedido por el arquitecto Mateus Fernandes el Viejo durante el periodo 1480-1515. Este maestro del estilo manuelino trabajó en el pórtico de las Capelas Imperfeitas. Su hijo de nombre homólogo realizó la tracería de las arcadas del Claustro Real. Durante el reinado de Juan II fue notable su desinterés por la construcción. El trabajo en el monasterio continuó en el reinado de Juan III de Portugal con la incorporación de la excelente tribuna renacentista (1532) de Juan de Castillo, único arquitecto con obras en cinco monumentos declarados Patrimonio de la Humanidad por la Unesco. La construcción se interrumpió en 1516-1517, cuando el rey Manuel I decidió dedicar todos sus esfuerzos en la construcción del Monasterios de los Jerónimos, en Lisboa.
El terremoto de 1755 provocó algunos daños en el edificio, pero mucho más grandes fueron los daños infligidos por las tropas napoleónicas de Masséna, quien saqueó y quemó el edificio en 1810 y 1811. Posteriormente cuando los Dominicos fueron expulsados del complejo en el año 1834, la iglesia y el monasterio fueron abandonados y terminaron en ruinas.
En el 1840 el rey Fernando II de Portugal comenzó un programa de restauración del monasterio abandonado, salvando esta joya de la arquitectura gótica. Fue restaurado en el siglo XIX, bajo la dirección de Luís Mouzinho de Albuquerque, de acuerdo con la traza de Thomas Pitt, viajero inglés que estuvo en Portugal a finales del siglo XVIII y que fue la persona que diera a conocer por toda Europa el monasterio a través de sus grabados. En esta restauración el edificio sufrió transformaciones más o menos profundas, marcadas por la destrucción de dos claustros, al lado de las Capelas Imperfeitas y, en el marco de la extinción de las órdenes religiosas en Portugal, por la retirada total de los símbolos religiosos, buscando convertir el monasterio en un símbolo glorioso de la Dinastía de Avis y sobre todo de su primera generación (la denominada Ínclita geração -generación ínclita- de Camões). Data de esta fecha la actual configuración de la Capela do Fundador y la vulgarización del término de Monasterio de Batalha (para celebrar la victoria sobre Castilla en Aljubarrota) en detrimento de Santa Maria da Vitória, en una tentativa de erradicar definitivamente las denominaciones que recordasen el pasado religioso del edificio. La restauración duró hasta los primeros años del siglo XX.
Fue declarado monumento nacional en el año 1907.
En el año 1980 el monasterio fue convertido en museo.
En 1983 fue incorporado por la Unesco a su lista de lugares Patrimonio de la Humanidad.

## Caracterización arquitectónica

### Planta
En planta de cruz latina, la iglesia revela el apego a la tradición del gótico mendicante portugués. Se trata de un templo de 3 naves, con transepto pronunciado y cinco capillas en la cabecera, siendo las laterales de igual profundidad (las más interiores en alineación con las colaterales, las exteriores dando para el brazo final del transepto), todas ellas precedidas de un tramo recto (ligeramente prolongando en el ábside).

### Dimensiones
La iglesia, que posee 80 m de longitud, 22 m de ancho y un vano máximo en la flecha de 32,5 m, revela un sistema proporcional relativamente simple. La diferencia de altura entre las naves laterales y la nave central está en una razón de 3:2 o razón sesquitercia, corriente en el gótico. La misma «razón» fue adoptada para determinar la relación entre la anchura del templo y su longitud – desde la puerta axial hasta el arco triunfal – y más tarde, para determinar la dimensión de la Capilla del Fundador que, así, forma un cuadrado que ocupa tres veces el cuerpo de la iglesia (cabecera excluida).

### Cubierta

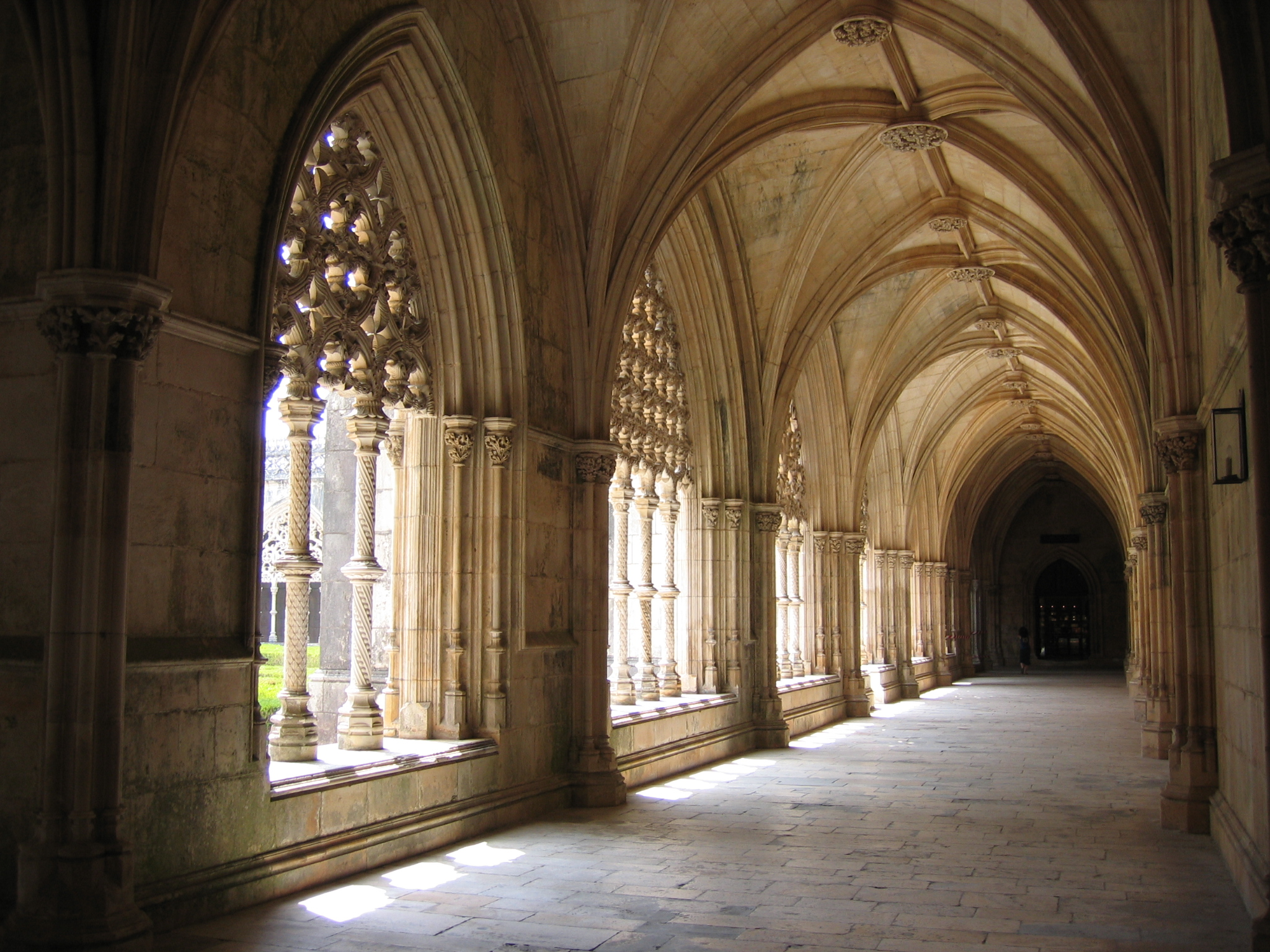
Galería del claustro

El templo sólo difiere de sus congéneres más antiguos en el hecho de ser completamente abovedado, y de mucho mayor tamaño. Con ocho tramos, marcados por una arcada longitudinal. Este trazado es fiel con todo el proyecto inicial mostrando una condición de continuidad a las tradiciones portuguesas, habiendo apenas que solucionar los trámites relativos al abovedamiento. La experiencia de la girola de la Catedral de Lisboa debe haber sido importante para este hecho, sabiéndose además, que el maestro Afonso Domingues, arquitecto constructor, vivió en Lisboa en la freguesia de Madalena, siendo natural de esta ciudad, y pudiendo haber aprendido allí.
Los pilares de las naves son polistilos y de gran espesor, siendo cada columna adosada, ininterrumpida desde la base hasta el capitel, sin ninguna marca de cornisa, siendo esto válido también para las columnas medias que sustentan los arcos torales de la nave central. La cubierta de las tres naves es estructuralmente idéntica, con arcos torales simples, dos nervios cruzados y una ligadura uniendo las claves longitudinalmente. Lo mismo sucede para el transepto, donde se registran cinco tramos de bóveda, de ocho paños cada una y con el mismo sistema de ojivas cruzadas (siendo obviamenta mayores los tramos del crucero). El uso de bóvedas en la nave central, más alta que las laterales, obligó a la utilización de arbotantes, que descargaran su peso en los estribos del flanco exterior del templo, al nivel de la cubierta de las laterales, Las bóvedas de las capilla de la cabecera, con techo poligonal de cinco tramos cada una, son cubiertas por bóvedas de ojivas, con nervios que nacen de los arcos adosados a las paredes, dotadas de dos tramos rectos solidarios con el techo poligonal, formado por nervios radiantes, con las claves también unidas por ligaduras. Este sistema evitó cualquier refuerzo exterior, limitándose el respectivo apoyo a los contrafuertes radiales.
El maestro Afonso Domingues no finalizó la obra, dejando, con todo, casi configurado todo el templo (con excepción tal vez de las partes más elevadas) y buena parte de la zona claustral. Así, en el interior es fácil percibir la intervención del maestro portugués en las bóvedas de las naves (dotadas de grandes claves de decoración naturalista).

### Alzado
En términos de alzado, las diferencias existentes son consecuencia del abovedamiento general de las naves de la iglesia. La iluminación se realiza a través de ventanales apuntados, desde los flancos colaterales y por un claristorio que corre a lo largo de la pared superior de la nave central, donde se abren ventanales apuntados en el centro de los arcos. Conviene recordar también, que el hecho de que el ábside de la cabecera de Batalha posea aventanamiento en dos alturas (en vez de sólo una ventana por paño) es, según Mário T. Chico, resultado de la influencia directa del ábside alfonsino de la Catedral de Lisboa, ya construida en aquellos tiempos. Todo esto apunta a la importancia de la primera fase de obras debida a Domingues.

### Ábside
El ábside parece ser de terminación posterior, con su arco triunfal angrelado, pudiendo igualmente considerarse dos fases de trabajo en las capillas laterales. En la zona de las dependencias claustrales es posible que los trabajos hubiesen avanzado más rápido que en el cuerpo del templo. Las galerías norte y occidental ya estarían levantadas, pero fue Huguet quien habría terminado las del lado sur y oriental (todas ellas con siete tramos), respetando, sin embargo, el trazado anterior, con bóvedas de crucería de grandes claves unidas por ligadura longitudinal, sin ménsulas, descansando en finas columnillas a uno y otro lado de las paredes.

## Áreas de interés en el monasterio

### Sala do Capítulo

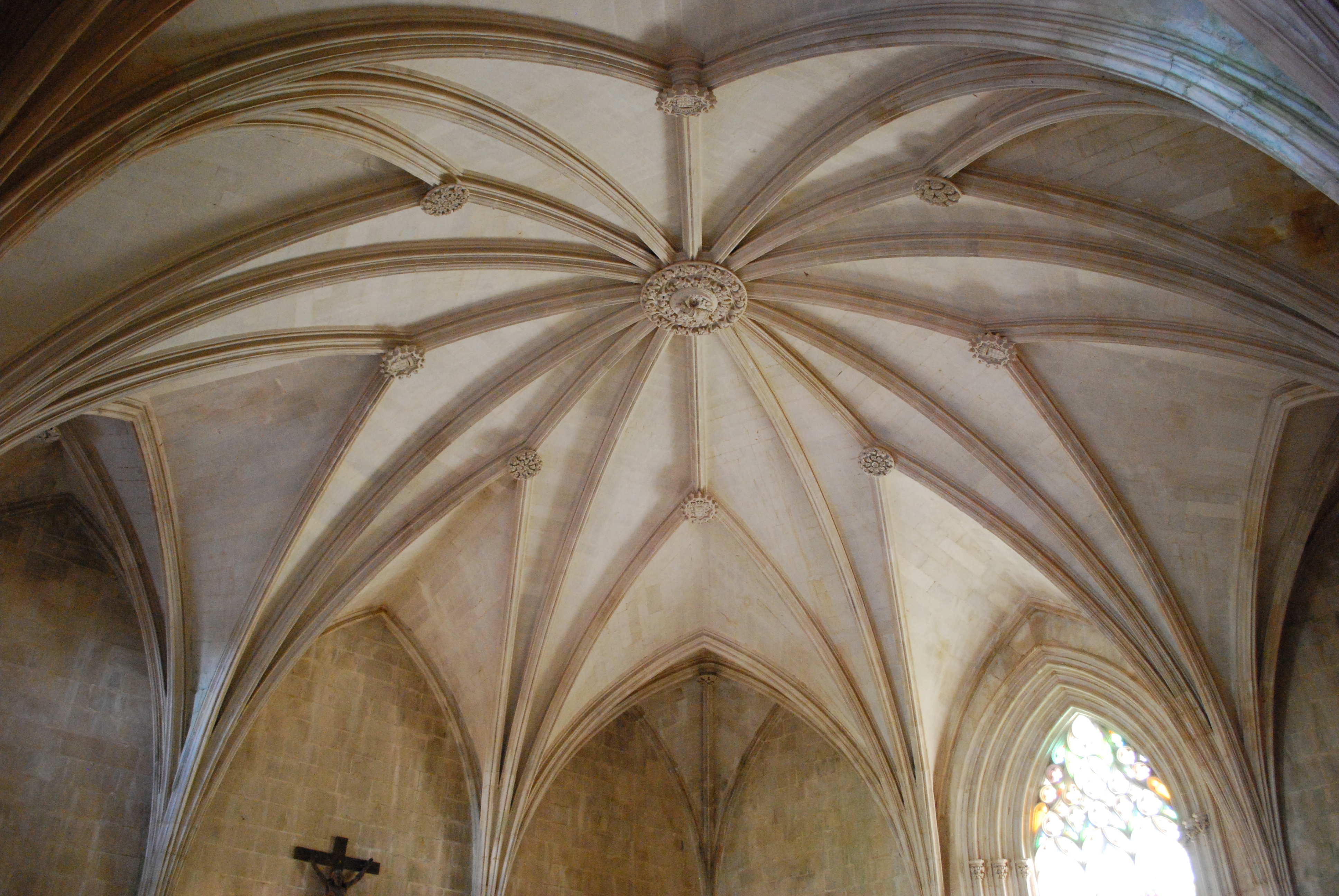
Bóveda de la sala do Capítulo

Le correspondió al maestro Huguet finalizar la célebre Sala do Capítulo, de planta cuadrada, cubierta por una bóveda de estrella de un solo vuelo. Esta bóveda es, efectivamente, una obra de notable técnica constructiva gótica, estando formada por dieciséis nervios radiales, ocho partiendo de las paredes, y los restantes de las claves secundarias exteriores, convergiendo en una gran clave central de decoración vegetalista, desarrollada en dos coronas. La cara exterior de esta sala, que da para la galería del claustro, está formada por un portal de rasgado profundo, con cinco arquivoltas por fuera y cuatro por dentro, con el vano decorado por cogollos radiantes. A cada lado se abren dos grandes vanos partidos, ocupados cada uno de ellos por dos ventanas geminadas con una bandera recortada y rejillada según los preceptos del gótico flamígero. Están sobrepujadas por un óculo.
La sala capitular posee una decoración figurativa digna de registro: el tema dominante es mariano, destacando en la ventana sur, hacia el claustro, en dos capiteles, una representación de la Anunciación, con la Virgen a la derecha y el ángel a la izquierda. Nuestra Señora sujeta una vasija con su brazo derecho, teniendo el cuello adornado por un collar de colgantes en forma de mano (signos apotropaicos), y el ángel la típica filacteria enrollada alrededor del cuerpo.
Otro elemento iconográfico bastante conocido, es la representación, en una de las ménsulas, de lo que se supone es, con bastante razón, el maestro cantero, en forma de retrato (está notablemente individualizada la expresión del rostro). Vestido con un traje de principios del siglo XV, una túnica ajustada con faja, turbante trazado e inclinado, sujeta en la mano izquierda una regla teniendo la otra mano posada en la rodilla derecha.

### Capela do Fundador

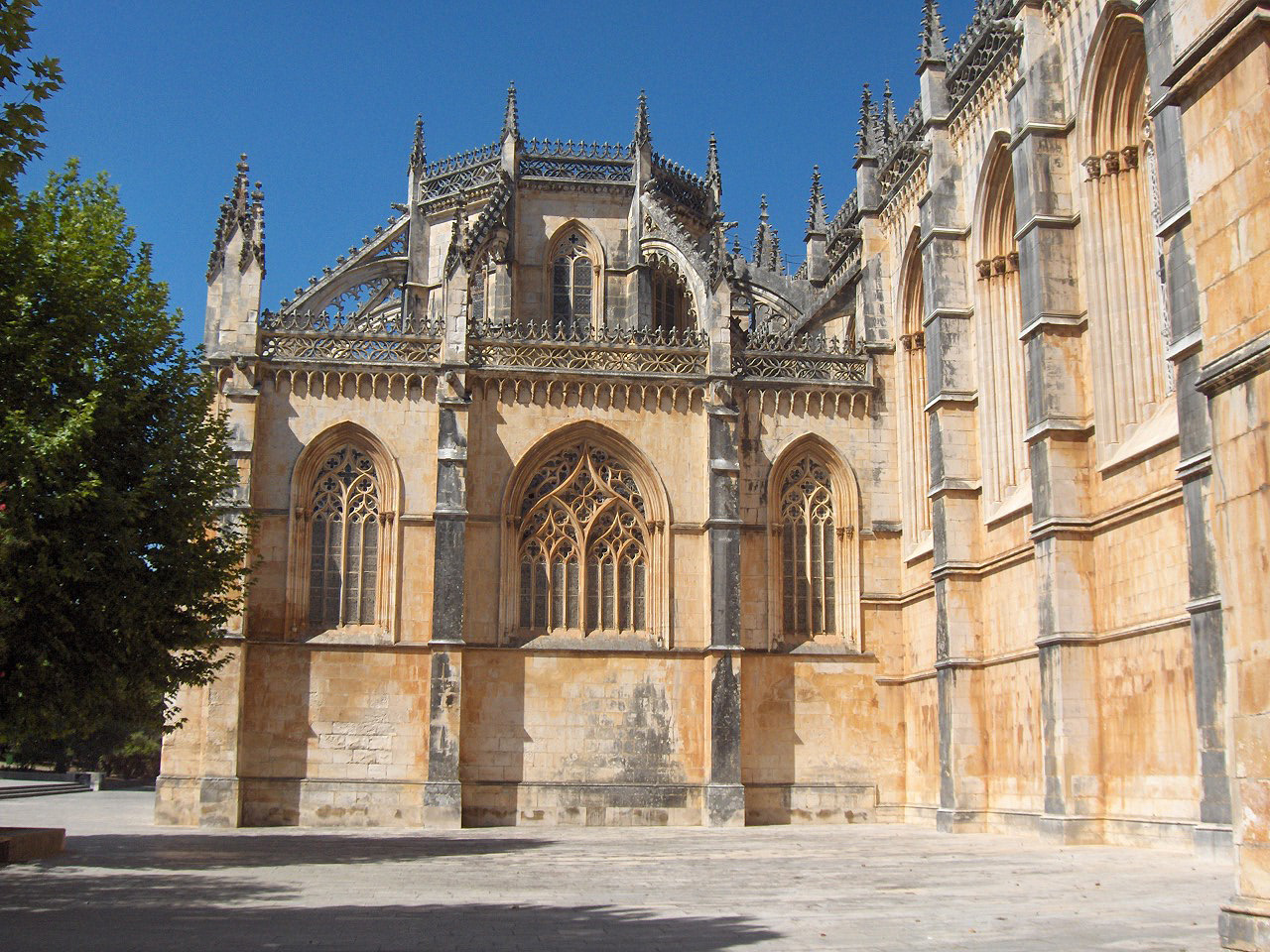
Capela do Fundador

Uno de los edificios adyacentes al monasterio más importante y que marca indeleblemente su carácter "real", siendo bien esclarecedor en cuanto a los intentos llevados a cabo, es, precisamente la llamada Capela do Fundador. Se trata de una construcción situada a la derecha del templo, adosada a la pared exterior de la nave sur, por donde tiene la entrada. Tiene planta cuadrada, en la cual se inscribe en el centro un octógono, que se desarrolla en volumen hacia arriba, hasta el nivel del segundo piso, haciendo, también, de linterna. Esta capilla fue trazada por el maestro Huguet y se encontraba todavía en obras en 1426. Fue terminada poco después del fallecimiento del monarca, que fue trasladado a ella, junto a la reina, un año después (1434).
Por el exterior, se impone como una masa homogénea acentuando la horizontalidad del frontispicio del templo. Ofrece tres caras libres, cada una de las cuales rematada por dos contrafuertes, y donde se abren tres ventanales, con lo que queda el eje más ancho que los restantes. En la parte superior, sobresale al exterior el octógono central de donde parten ocho arbotantes acanalados apoyados en los contrafuertes exteriores, que se prolongan en pegões pinaculaos más allá del techo. El conjunto está rematado por un friso de enrejados flamígeros. Originalmente, el octógono estaba coronado por un gran coruchéu en aguja, que se desmoronó en el terremoto de 1755.
En el interior, la luz procede de las vidrieras de la fachada y de las ventanas de dos luces existentes en cada cara del octógono central. Es una luz diáfana, que incide particularmente en el centro del monumento, donde se levanta el mausoleo de los reyes. La bóveda es compleja, formada por arcos cruceros, que partiendo de baquetas embebidas en las paredes, entroncan en las claves centrales, a partir de las cuales los nervios descansan su peso sobre las baquetas de la cara exterior del octógono central, formando, de esta forma, una especie de nave o girola.
El octógono propiamente dicho, en el centro del edificio, está formado por ocho pilares compuestos, de columnas enfeixadas, y se abre a través de ocho arcos apuntados con el intradós decorado con trilobulós. Su interior tiene dos alturas: la inferior corresponde a los pilares y arcos, mientras que en la superior se abren las ventanas lucernarias. También la bóveda de este cuerpo central es estrellada, con ocho brazos principales, ocho terceletes y dieciséis nervios secundarios, apoyados en ocho claves radiales y una clave central de gran diámetro, mostrando el enrejillado, dentro del cual se inscriben, en relieve, las armas reales. En las paredes se abren arcos sólidos que albergan las tumbas de los príncipes de Avis: D. Pedro, su mujer y D. Fernando. Las tumbas dentro del nicho, de vuelta quebrada con arquivolta exterior en contracurva, poseen frontales en relieve decorados con los escudos de los príncipes, encuadrados por ornamentación floral, siendo en su totalidad uno de los primeros y más profusos conjuntos de heráldica familiar de gran porte existente en Portugal, de acuerdo, además con esquemas seguramente importados de Inglaterra. Otros arcos sólidos vacíos preveían más depósitos tumulares, pero fueron desaprovechados de acuerdo a la decisión del rey Duarte de construir un nuevo panteón, siendo simplemente rellenados en 1901.

### Capelas Imperfeitas

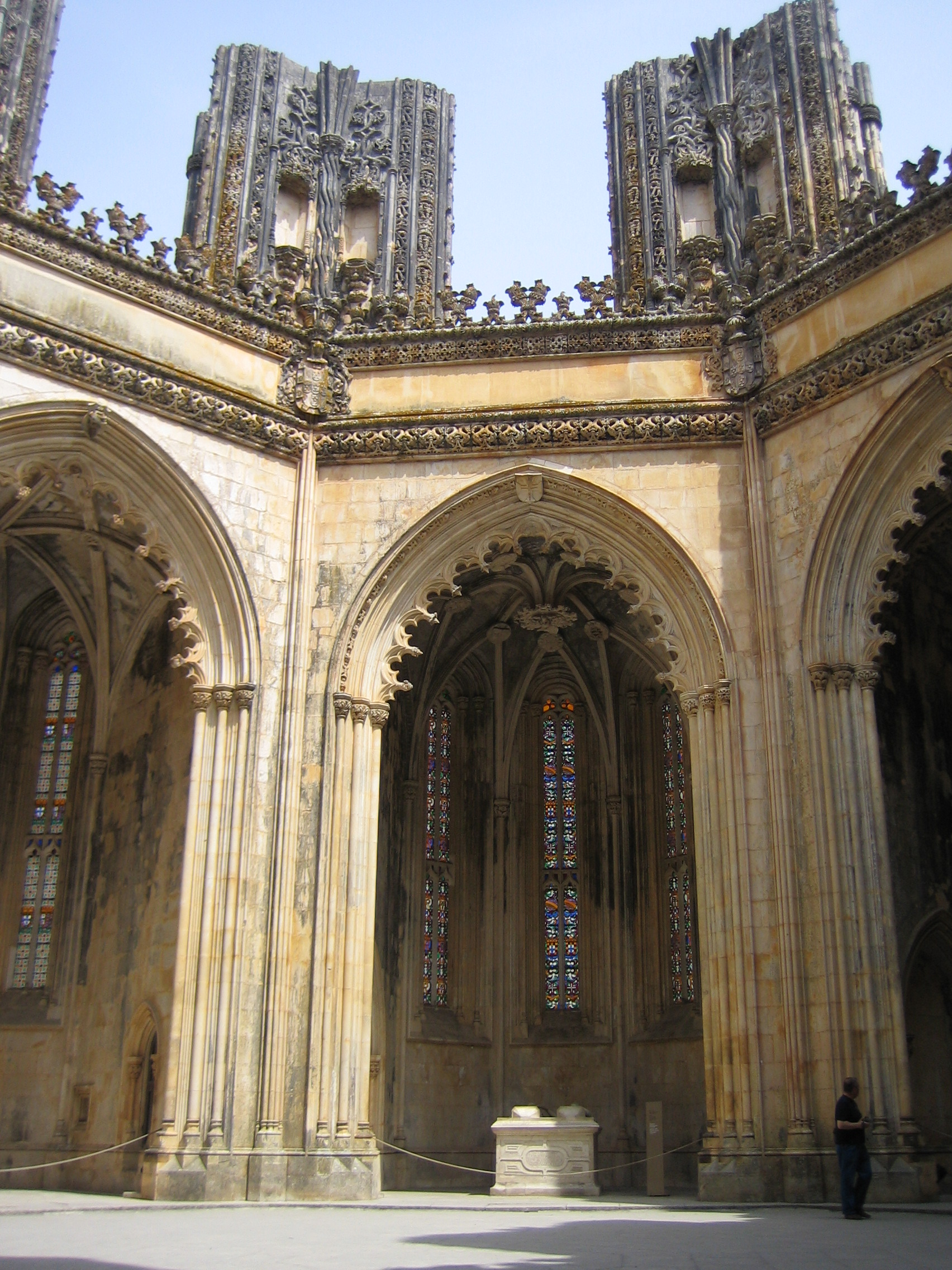
Las capillas inacabadas.

El panteón del rey Duarte, también conocido como Capelas Imperfeitas (capillas Inacabadas) fue diseñado teniendo en cuenta una lectura rigurosa del testamento de Juan I, que optó por crear su propio espacio funerario. Así, el rey Duarte dio inicio a la edificación de una rotonda detrás de la cabecera. De cualquier modo, las obras, dirigidas también por Huguet, no fueron terminadas, ya que, iniciadas notablemente en 1434, el monarca falleció 4 años después dejándolas incompletas. Pero el trazado estaba ciertamente diseñado, y las obras de los reinados siguientes fueron lentamente intentando acabar el edificio, dejando, sin embargo, por hacer lo principal: el lanzamiento de la gran bóveda central. Al contrario de lo que se podría juzgar, esta operación no tendría grandes problemas técnicos ya que el vano a cubrir es poco mayor que el existente en la Sala Capitular.
Se trata, efectivamente, de un edificio con un cuerpo central octogonal anexo al coro de la iglesia (vía un retrocoro) y al que sólo se puede acceder desde el exterior, por una entrada por el eje (articulada en una cabecera con un atrio abovedado), a la salida del cual se disponen siete capillas radiantes. Surgiendo de los grandes macizos polistilos que conforman la estructura, se levantaría un cuerpo octogonal provisto de grandes ventanales, abovedado y debidamente escorado en arbotantes, previsto para configurar un amplio espacio de planta centrada completamente unificado. Las capillas existentes se abren al recinto a través de grandes arcos apuntados angrelados, poseyendo cada una de ellas un coro recto y un techo prismástico de tres caras, con un solo ventanal de dos luces en cada cara y cubierta de bóveda nervada. Entre las capillas, sirviendo de refuerzo, se abren seis pequeñas áreas de planta triangular, sin acceso, más bajas que las capillas y decoradas exteriormente con un ventanal. En 1528 fue nombrado maestro de obras de este Monasterio al arquitecto cántabro Juan de Castillo. Sus principales obras se corresponden con la loggia y la unión de la cabecera de la iglesia con las capillas imperfectas.

### Portada

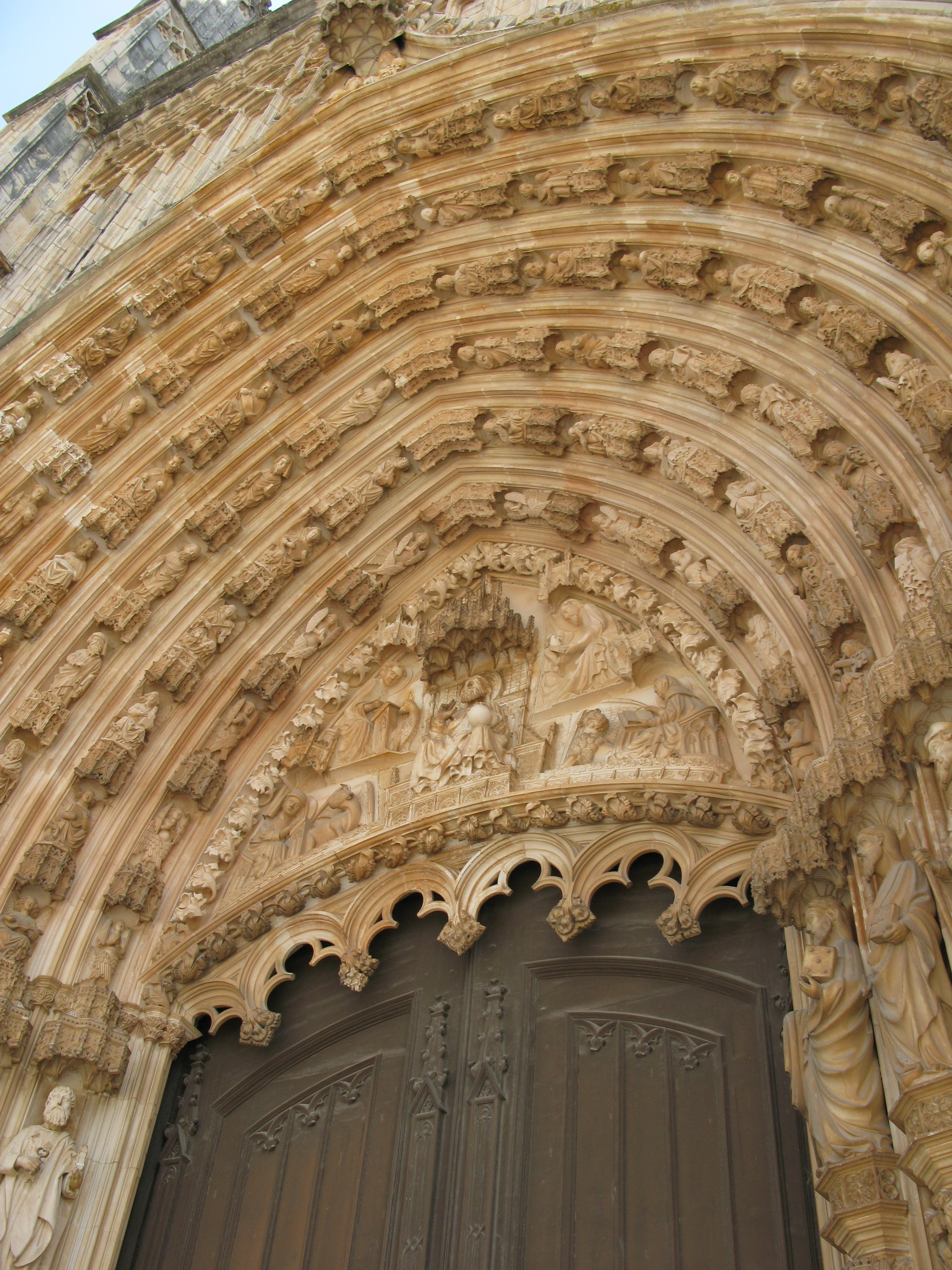
Detalle de la portada con el tímpano y las arquivoltas.

La portada, construida en 1509, muestra en la arquivolta una profusión de 78 estatuas, repartidas en seis filas, de reyes y reinas del Antiguo Testamento, profetas, santos y ángeles, algunos con instrumentos musicales medievales. En las jambas se representan a los doce apóstoles, entre los que hay uno que sujeta al demonio con cadenas. El tímpano muestra un pantocrátor y un tetramorfos de los cuatro evangelistas con su símbolo característico cada uno. El conjunto se remata con la coronación de la Virgen María. Todas las figuras humanas aparecen bajo doseletes.

### Sala Capitular
Debida al maestro Huguet que fue el encargado de finalizar la célebre Sala do Capítulo, es un espacio de planta cuadrada, cubierta por una abovedada de estrella. Se trata de una construcción de puro estilo gótico, estando formada por dieciséis nervaduras radiales, ocho de las cuales se lanzan sobre las paredes, las restantes lanzadas a los espacios exteriores exteriores, convergiendo todas ellas en una columna central de decoración vegetal. Hoy en día contiene la tumba del soldado desconocido en honor a los soldados portugueses muertos en la Primera Guerra Mundial.

### Tumbas reales en el monasterio

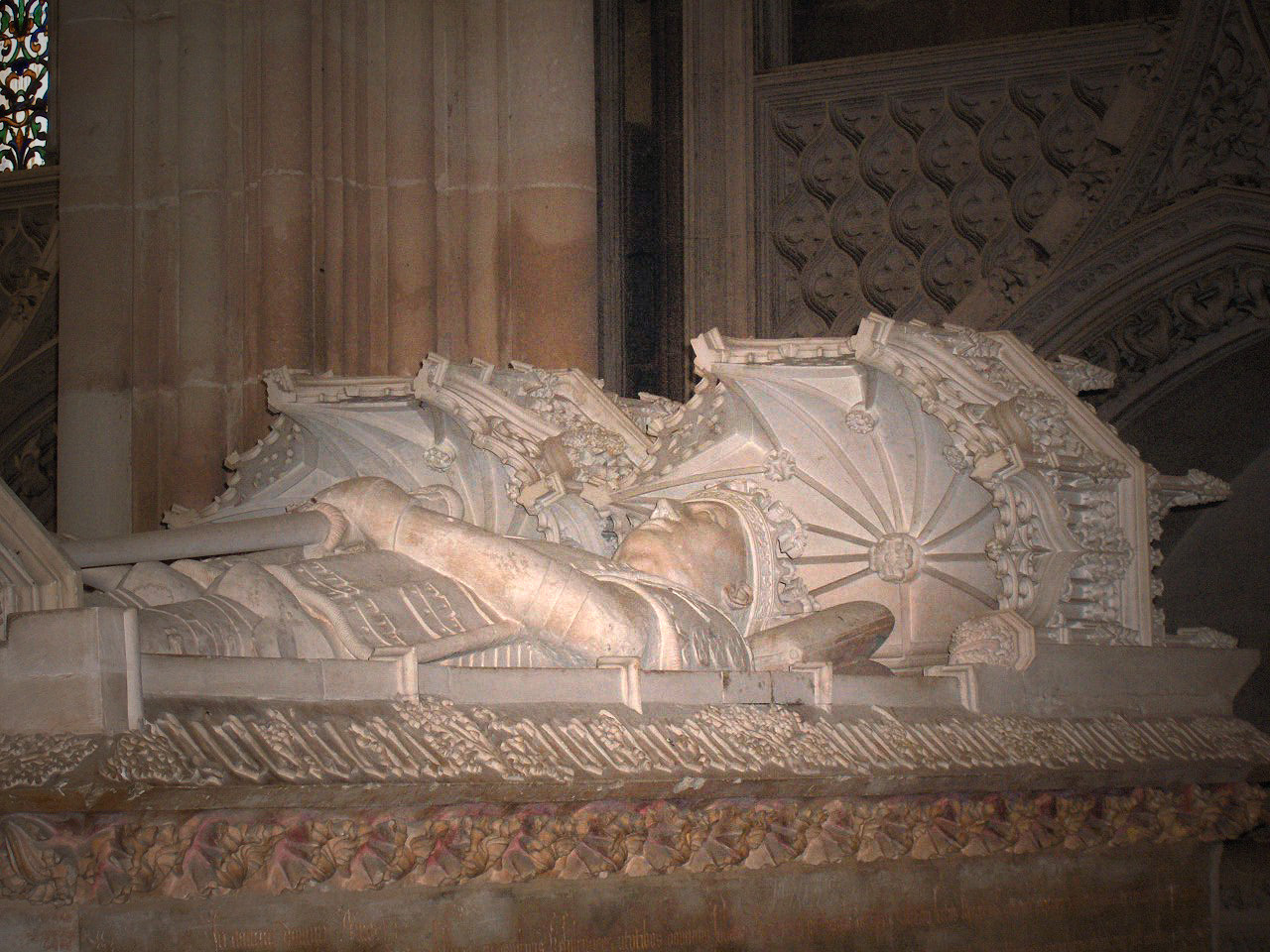
Tumba del rey Juan I.

El monasterio alberga los restos de algunos reyes portugueses de la Dinastía de Avís. La necrópolis real se compone de la Capilla del Fundador (finalizada en 1434) y de las capillas inacabadas (construidas de 1490 a 1515).
- Juan I (1385-1433) y su esposa Felipa de Lancaster (1360-1415), hija de Juan de Gante, Duque de Lancaster.
- sus hijos: 
  - Pedro (1392-1449), Duque de Coímbra, regente de Portugal, y su esposa Isabel de Aragón (1409-1443), hija de Jaime II, Conde de Urgel.
  - Enrique el Navegante (1394-1460), con estatua yacente
  - Juan (1400-1442), Duque de Beja, y su esposa Isabel (1402-1465), hija de Alfonso I Duque de Braganza
  - Fernando, el príncipe santo (1402-1443)
- Duarte I (1433-1438) y su esposa Leonor.
- Alfonso V (1438-1481)
- Juan II (1481-1495).

Las tumbas fueron profanadas, lo mismo que las del monasterio de Alcobaça, por los soldados franceses en 1810.
En la sala capitular se encuentra la Tumba del Soldado Desconocido portugués, que contiene los cuerpos de dos soldados portugueses muertos en combate durante la Primera Guerra Mundial.